# Centre du commerce de Saïgon
 (août 2025).
Motif : absence totale de sources secondaires indépendantes, pérennes et de qualité sur cet immeuble
- Archive Wikiwix
- Bing
- Cairn
- DuckDuckGo
- E. Universalis
- Gallica
- Google
- G. Books
- G. News
- G. Scholar
- Persée
- Qwant
- (zh) Baidu
- (ru) Yandex
- (wd) trouver des œuvres sur Wikidata

| 1. | Préciser le motif de la pose du bandeau. | Précisez le motif de la pose du bandeau en utilisant la syntaxe suivante : {{admissibilité à vérifier\|date=août 2025\|motif=remplacez ce texte par le motif}}                                    |
| 2. | Informer les utilisateurs concernés.     | Pensez à avertir le créateur de l'article, par exemple, en insérant le code ci-dessous sur sa page de discussion : {{subst:avertissement admissibilité à vérifier\|Centre du commerce de Saïgon}} |

Le Centre du commerce de Saïgon est un gratte-ciel à Hô Chi Minh-Ville, au Viêt Nam. Il a été construit à partir d'avril 1994 et achevé en juillet 1997, et culmine à une hauteur de 145 mètres. Il est resté le bâtiment le plus haut du Viêt Nam de 1997 à 2010, quand il a été surpassé par la Tour financière Bitexco.

## Galerie

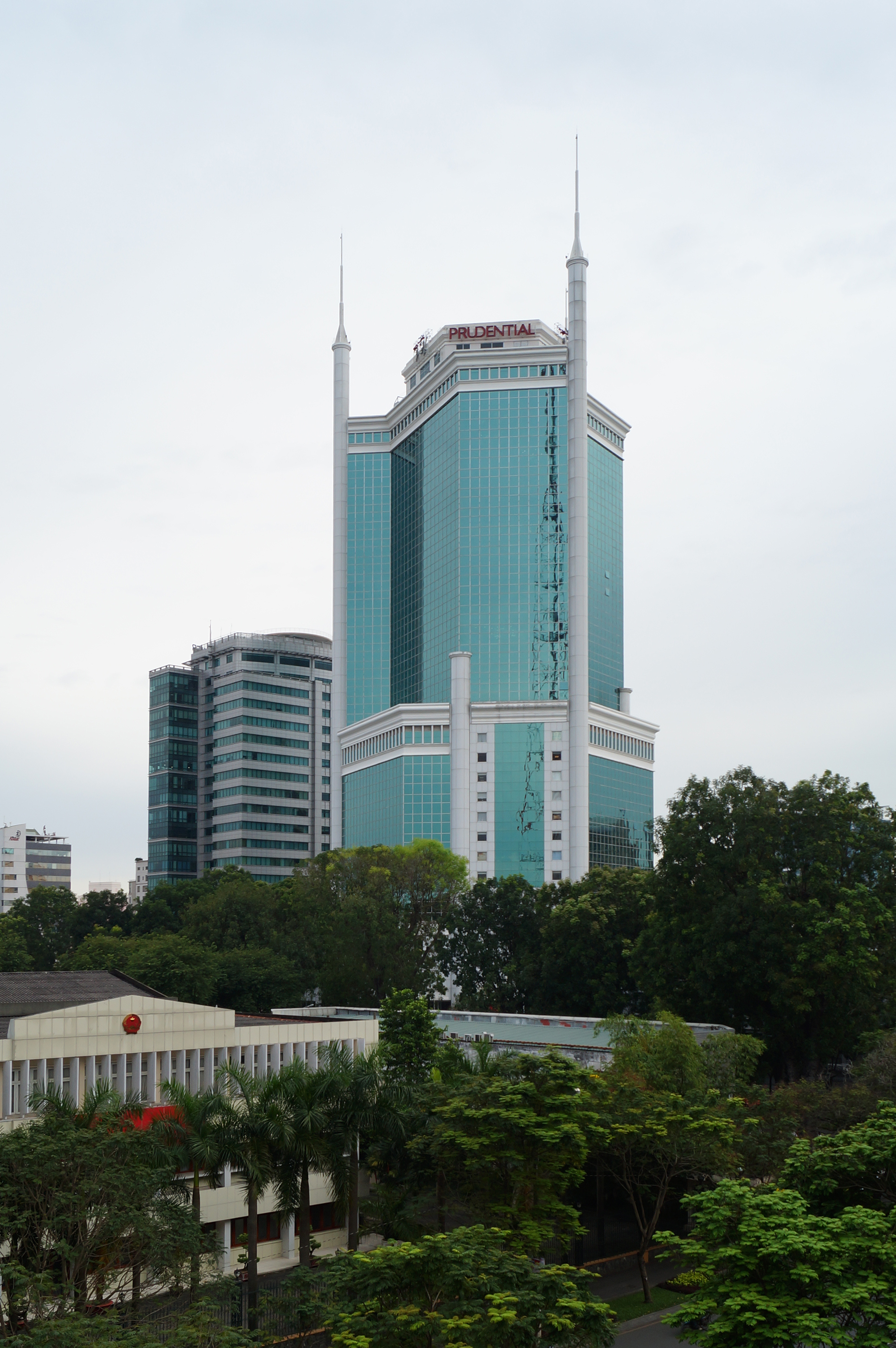

## Présentation
C'est un édifice de 33 étages avec une surface couverte totale de plus de 54 000 mètres carrés. Il y a 10 ascenseurs pour les clients et 2 ascenseurs de service. Le bâtiment a trois antennes, qui portent sa hauteur à 160 mètres. Sur le toit du bâtiment, il y a un café appelé le « panorama », où les visiteurs peuvent voir la ville et regarder l'horizon de leur siège.
Le Centre du commerce de Saigon est construit en béton armé, avec un mur-rideau pour l'extérieur.